# Senago
Senago là một đô thị ở tỉnh Milano, vùng Lombardia của Italia, khoảng 13 km về phía bắc Milano. Tại thời điểm ngày 31 tháng 12 năm 2004, đô thị này có dân số 20.199 và diện tích là 8,6 km².
Senago giáp các đô thị: Limbiate, Cesate, Paderno Dugnano, Garbagnate Milanese, Bollate.
The Villa San Carlo Borromeo in Senago: